# Klitorie

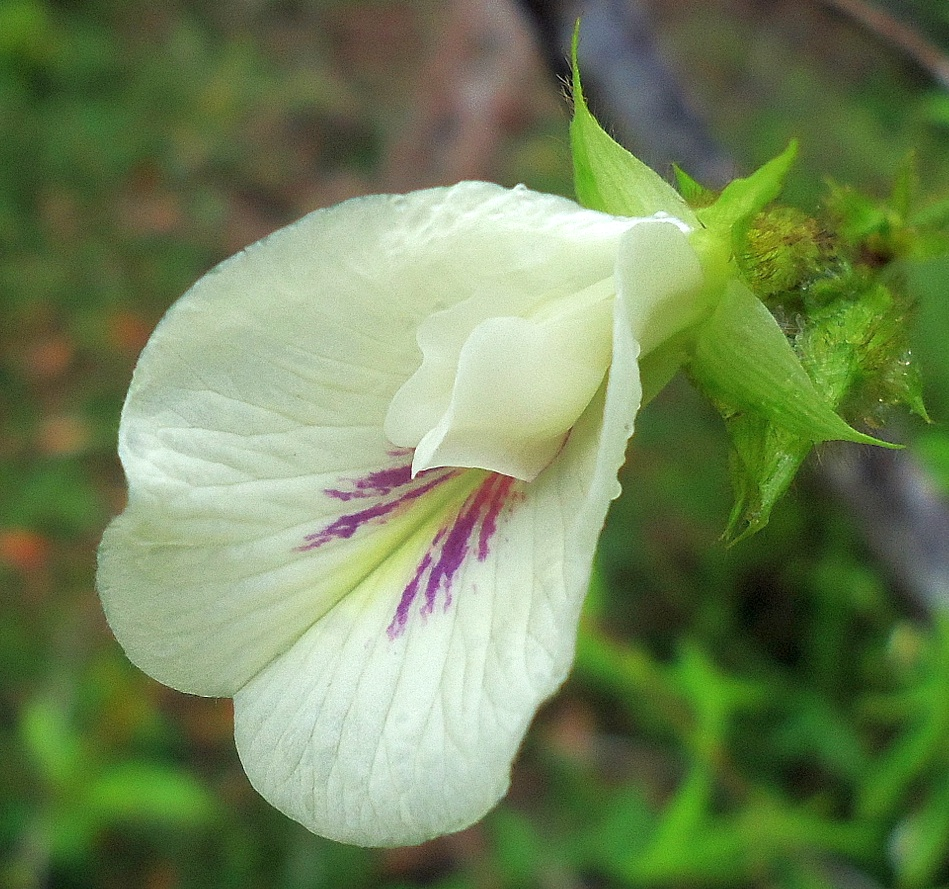
Detail květu Clitoria falcata

Klitorie (Clitoria) je rod rostlin z čeledi bobovité (Fabaceae). Jsou to keře, byliny i liány nejčastěji s trojčetnými listy a nápadnými otočenými květy s velkou okrouhlou pavézou. Vyskytují se v počtu asi 60 druhů především v tropech a subtropech. Některé druhy se pěstují jako okrasné rostliny, jiné mají využití v medicíně nebo zemědělství.

## Popis
Klitorie jsou keře, liány, vytrvalé byliny a polokeře, řidčeji i nevelké stromy (např. Clitoria dendrina z jihoamerických savan). Listy jsou střídavé, buď trojlisté a řapíkaté až téměř přisedlé nebo přisedlé jednolisté. Palisty na bázi listů i lístků jsou obvykle vytrvalé. Květenství jsou úžlabní, vrcholová nebo vyrůstají přímo ze starších větví (kauliflorie), některých druhů jsou květy jednotlivé. Někdy se objevují kleistogamní květy. Květy jsou otočené o 180 stupňů (resupinátní), velké, nápadné, obvykle růžové, modré nebo fialové, řidčeji bílé, nažloutlé nebo červené. Kalich je trubkovitý až nálevkovitý, dvoupyský, zakončený 5 zuby, za plodu vytrvalý. Horní dva zuby jsou téměř srostlé, spodní pysk je trojzubý se středním zubem nejdelším. Pavéza je velká, na vrcholu vykrojená, s tmavším žilkováním, mnohem delší než křídla a člunek. Křídla jsou podlouhle srpovitá, v polovině připojená ke člunku. Člunek je kratší než křídla, prohnutý a špičatý. Tyčinek je 10 a jsou dvoubratré. Semeník je stopkatý, s mnoha vajíčky a prohnutou čnělkou. Lusky jsou stopkaté, podlouhlé, pukající 2 chlopněmi, poněkud ztlustlé na horním nebo na obou švech, uvnitř s měkkou dření a bez přehrádek.

## Rozšíření
Rod klitorie zahrnuje asi 60 až 70 druhů. Je rozšířen v tropech a subtropech, některé druhy přesahují i do teplých oblastí mírného pásu. Největší druhové bohatství je v tropické Americe. Některé druhy, zejména Clitoria ternatea, C. laurifolia a C. falcata, jsou dnes zavlečené z míst původu do tropů celého světa.

## Taxonomie
Rod Clitoria je v současné taxonomii bobovitých řazen do tribu Phaseoleae.

## Význam
Klitorie mají často nápadné květy a jsou pěstovány jako okrasné rostliny. Nejrozšířenější je Clitoria ternatea, krátkověká popínavá rostlina původem z Afriky. Je pěstována v tropech celého světa jako okrasná rostlina vyznačující se nápadnými kobaltově modrými květy. V mírném pásu ji lze pěstovat jako jednoletku. Z dalších druhů se jako okrasné rostliny pěstují zejména Clitoria mariana, C. rubiginosa a stromovitý druh Clitoria fairchildiana.
Na terasovitých políčkách s čajem je v Asii pěstována C. laurifolia, která zabraňuje erozi půdy. Tento druh je také pěstován jako půdopokryvná rostlina na teakových plantážích.
Některé druhy jsou v tropech pěstovány jako zelené hnojení a ke zlepšování půdy. Náleží mezi ně např. Clitoria ternatea a Clitoria laurifolia. Asijská Clitoria hanceana je využívána v medicíně.
Clitoria ternatea je využívána v indické medicíně proti překyselení trávicího traktu, jako tonikum, diuretikum a při chronické bronchitidě. Listy a lusky slouží jako krmivo pro dobytek a nezralé lusky jsou místně používány jako zelenina. Z modrých květů je získáváno barvivo, podobné vlastnostmi lakmusu a použitelné jako acido-bazický indikátor. V Malajsii se s ním obarvují rohože.